# 伊佐功
伊佐 功（いさ いさお、1943年10月12日 - ）は、日本の技術者、実業家。日本カーリット株式会社代表取締役社長や、同社代表取締役会長、日本保安炎筒工業会会長などを務めた。電気化学協会棚橋賞受賞。

## 人物・経歴
1967年北海道大学理学部化学科卒業。1972年日本カーリット入社。1990年チップ形アルミニウム固体電解コンデンサの開発により電気化学協会棚橋賞受賞。日本カーリット中央研究所主任研究員等を経て、1992年日本カーリットファインケミカル部長。1996年日本カーリット取締役機能材料部長。2000年日本カーリット常務取締役電子材料事業本部長。2004年日本カーリット専務取締役研究開発本部長兼電子材料事業本部長。2006年から日本カーリット代表取締役社長を務め、横浜工場爆発事故の対応にあたり、「2度もこのような事故を起こし、誠に申し訳ない」と謝罪するなどした。2011年日本カーリット代表取締役会長。2012年日本カーリット代表取締役会長研究開発本部、内部監査室管掌。日本保安炎筒工業会会長なども務めた。